# Menhir von Bissin

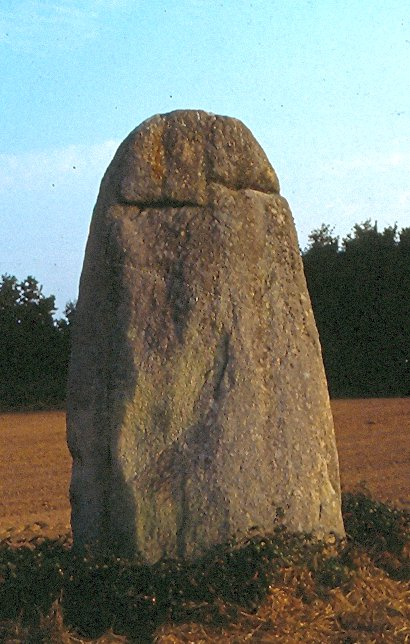
Menhir von Bissin

Der Menhir von Bissin (auch Le Caillou de Gargantua genannt) steht auf einem Feld in Bissin, etwa drei Kilometer südöstlich von Guérande im Département Loire-Atlantique in Frankreich.
Der Menhir ist etwa 3,5 m hoch, fast 2,0 m breit und 0,8 m dick. Der obere Teil ist gerundet. Auf einer Seite liegen im oberen Viertel zwei horizontale Kerben im Stein.

## Tourismus
Über Saint-Nazaire bzw. Port Mort verläuft die Route Bleue (deutsch „Blaue Route“), an der elf bedeutende prähistorische Megalithmonumente liegen. Darunter befindet sich der Tumulus von Dissignac (No. 1) nahe der Stadt. Unter den Dolmen der Croix de Sandun (3), der Dolmen von Kerbourg (4), der Dolmen von Riholo (5), der Dolmen des Rossignols (6), der Tumulus von Mousseaux westlich von Pornic (9), der Dolmen de la Joselière (10) und der Dolmen du Pré d’Air (11). Die Nr. 9–11 an der Pays de Rets sind besonders bekannt. Dazu kommen der Menhir von Bissin (No. 2), der 2,1 m hohe Pierre de Couche (7) und der etwa 2,7 m hohe Menhir de la Pierre Attelée, (8), der seit 1992 als historisches Denkmal klassifiziert ist.
In der Nähe steht der Menhir Pierre de Saillé.